# Амон (персонаж)
Амон (англ. Amon; настоящее имя — Ноатак (англ. Noatak)) — персонаж мультсериала «Легенда о Корре», главный антагонист первого сезона.

## Вымышленная биография
Ноатак родился в северном племени Воды в семье преступника Якона, который сбежал из тюрьмы и сменил внешность. Через 3 года у него появился младший брат Тарлок. Мальчик любил и заботился о нём. Когда дети подросли, отец рассказал им правду о себе. Он возжелал научить их магии крови, которой его лишил Аанг, чтобы они смогли отомстить за него Аватару. У Ноатака всё хорошо получалось, а у его брата не совсем. Якон ругал Тарлока, и Ноатаку это не нравилось. Он хотел, чтобы отец обращался с ними обоими на равных. В юношестве Ноатак стал более чёрствым и наслаждался обретённой магией крови. Однажды отец стравил детей между собой, заставляя применять умения друг на друге. Ноатак сделал это, а Тарлок не стал. За это Якон хотел наказать младшего сына, но старший брат напал на слабого отца. Удерживая его магией крови, он предложил Тарлоку сбежать из семьи, но тот не хотел огорчать мать своим исчезновением. Тогда Ноатак согласился с отцом, что Тарлок слабый и трусливый, и убежал один. Брат и отец долго искали его, но не нашли и посчитали погибшим.
Будучи взрослым Ноатак стал Амоном. Он собрал вокруг себя единомышленников, которые были немагами и хотели равенства в Республиканском городе. Он врал им, что тоже не является магом, и выдумал легенду, будто его родителей убил маг огня и оставил шрам ему на лице. Поэтому он носит маску. Под ней фальшивый ожог. Нарастив достаточно власти, Амон стал действовать. Однажды Уравнители похитили членов Триады Тройная Угроза и доставили их к Амону. Он собрался лишить бандитов магии, применяя свою способность покорять кровь, которую выдал за силу, данную ему духами. По иронии судьбы среди преступников оказался Болин, но его спасли Аватар Корра и брат Мако. Вскоре член совета Тарлок, пока не знающий, кто такой Амон, объявил о создании спецотряде для борьбы с Уравнителями, в который вступила Корра. Она вызвала Амона на дуэль у статуи Аанга, но лидер революционеров устроил засаду. Он пригрозил Аватару, что уничтожит её, но позже. После Корра ушла из отряда Тарлока. Через некоторое время Амон и Уравнители вторглись на арену спортивной магии, когда проходил финальный матч чемпионата. Они одолели полицию и взорвали помещение. Вскоре Тарлок похитил Корру, поскольку та отказалась возвращаться в его отряд, и Амон с Уравнителями выследили его загородный дом. По прибытии туда Тарлок применил на них магию крови, но Амон не поддался ей и лишил брата магии. Он запер его, а Корре удалось сбежать.
Амон и Уравнители начали революции и атаковали Республиканский город. Им помогал Хироши Сато, отец Асами, которая была на противоположной стороне войны. Когда Уравнители прибыли на островной храм воздуха Тензина, семья последнего покинула его в бегстве. Уравнителям удалось схватить Лин Бейфонг, и Амон лишил её магии металла. Вскоре Корра и Мако, пробравшиеся на чердак, где держат Тарлока, узнают от брата Амона всю правду о нём. Уравнителям удалось всё-таки схватить семью Тензина, и Амон собирался лишить последних покорителей воздуха их магии. Однако прибыла Аватар с Мако и раскрыла Уравнителям правду об Амоне. Однако ей не особо поверили, хоть и засомневались, поскольку Ноатак показал свой фальшивый ожог, подтверждающий правдивость его истории. Корре и Мако удалось спасти магов воздуха, и Амон, погнавшийся за Аватаром, применил на ней магию крови, а затем лишил её способности покорять воду, землю и огонь. Это увидел верный усатый лейтенант Амона. Он тут же напал на лидера-предателя, оказавшегося магом, но быстро потерпел поражение. Тем не менее, у Корры наконец проявилась способность к магии воздуха, и она одолела Амона. Он упал в реку, но выбрался из неё, используя магию воды. Его маска и фальшивый ожог спали, и это увидели все Уравнители. Ноатак скрылся.
Он пришёл к Тарлоку и освободил его, предлагая начать жизнь с чистого листа. Они уплывали на лодке из города, и Ноатак был рад воссоединению с братом. Однако последний решил взорвать их катер. Ноатак будто предчувствовал это и пустил слезу в последние секунды своей жизни, перед тем как Тарлок исполнил задуманное. При взрыве оба брата погибли.

## Отзывы и критика

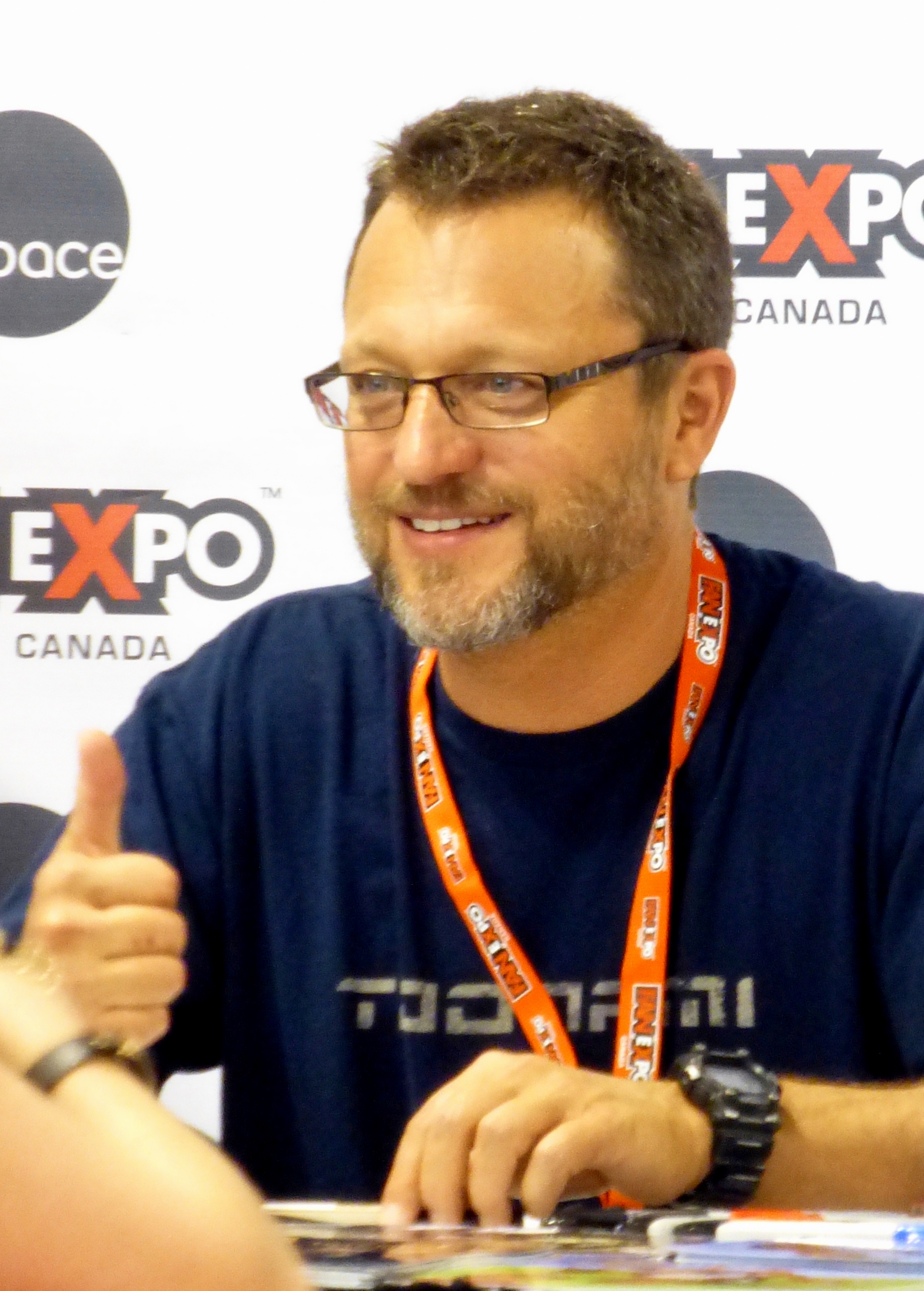
Стив Блум, озвучивающий Амона

Льюис Кемнер из Comic Book Resources отмечал, что маска Амона «сделана по образцу корейских и китайских традиционных узоров, а красный диск на его лбу соответствует тому, который есть у одноимённого египетского бога». Он сравнил персонажа с Гаем Фоксом, а также подчеркнул, что причёска Ноатака в юности схожа с причёской Корры. Журналист также написал про харизматичность Амона, которая позволила ему повести за собой людей.
Шеймус Келли из Den of Geek похвалил создателей мультсериала за то, что они «приняли верное решение, сделав Амона совершенно новым персонажем», несвязанным с «Легендой об Аанге», как гадали фанаты в 2012 году до раскрытия его истинной личности. Аджай Аравинд из CBR порицал злодея за то, что он хотел лишить детей Тензина магии воздуха, но посчитал, что он был прав, когда лишал магии преступников из Тройной Угрозы. Репортёр также не простил Амону его лживую легенду, которую тот рассказывал своим последователям.
При Роза из Screen Rant написала, что Амон «всегда на шаг впереди своих противников», и также как Кемнер отметила его харизматичность. Она назвала персонажа «одним из самых опасных злодеев, с которыми сталкивалась Аватар Корра». Брентон Стюарт из Comic Book Resources посчитал Амона «одним из самых смертоносных магов в „Аватаре“». Кевин Таш из Collider включил Амона и Тарлока в топ лучших злодеев франшизы.